# 樟叶水丝梨
樟叶水丝梨（学名：Sycopsis laurifolia）为金缕梅科水丝梨属下的一个种。

## 扩展阅读
- 維基物種上的相關：樟叶水丝梨